# المتحف الأثري بالجم

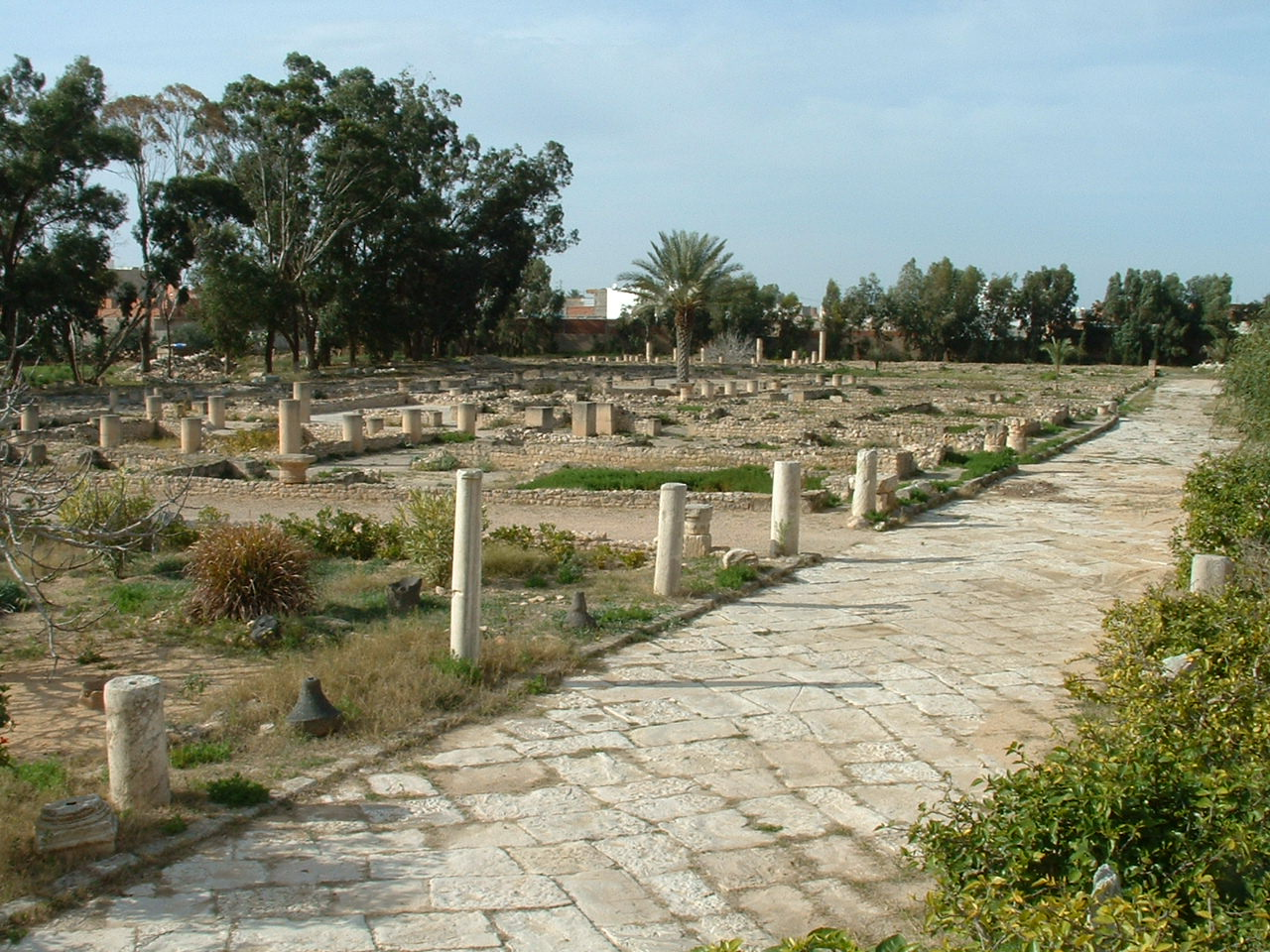
منظر للمنتزه الأثري.

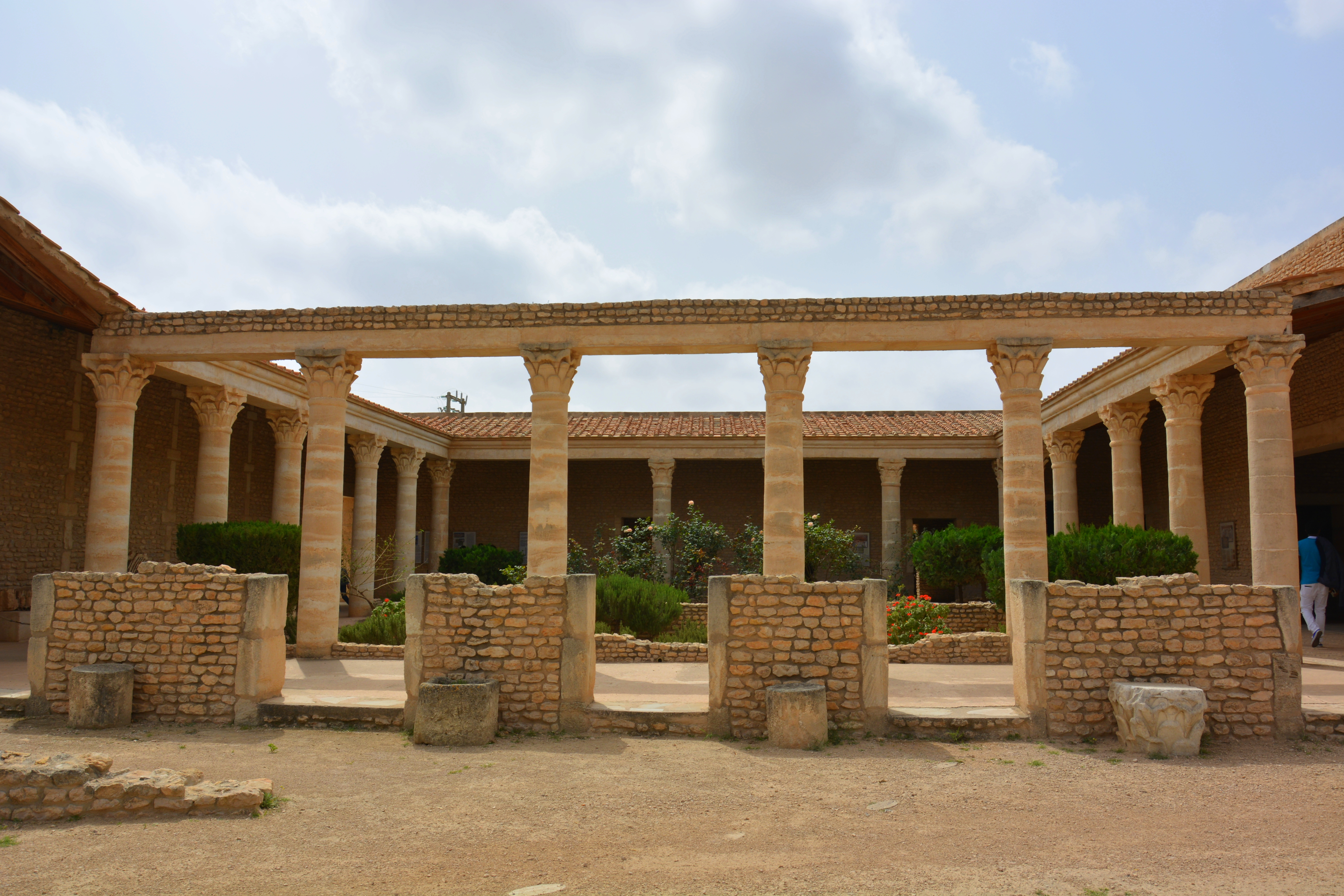
فناء دار أفريكا.

المتحف الأثري بالجم هو متحف تونسي يقع في مدينة الجم والتي تسمى قديما تيسدروس. أسس المتحف في 1970، وشهد أعمال تجديد وصيانة في 2002.

يقع المتحف بمحاذاة العديد من المسارح الرومانية القديمة، وآخرها هو مسرح الجم، الأكبر والأحسن حفظا، وهو مسجل في التراث العالمي. يمكن الدخول للمتحف بنفس تذكرة دخول المسرح الروماني.

## المجموعات
في شكل عرض تقديمي تعليمي، يقدم المتحف مجموعة هامة من اللوحات الفسيفسائية الرومانية، تغطي مرحلة تمتد من القرن الثاني حتى القرن الخامس، وتجمع جزءً كبيرا من القطع المكتشفة في المدينة، بينما قطع أخرى نقلت للعرض في المتحف الأثري بسوسة وخاصة في المتحف الوطني بباردو.

يوجد أيضا العديد من اللوحات الفسيفسائية الأخرى تحمل أشكالا هندسية ومشاهد تصويرية، مثل صور الحيوانات البرية ومشاهد صيد وأخرى في الحياة البرية، خاصة لوحتين فسيفسائيتين وجدتا أثناء حفريات «بيت موكب ديونيسوس»: الأولى عنوانها نمر يهاجم أخدرين إثنين والثانية عنوانها أسود تلتهم خنزير بري. هذه التصورات للحياة اليومية هي أعمال نموذجية للفسيفساء الأفريقية. يتم التعامل مع القطط الكبيرة بألوان غنية وتدرجات خفية، ولكن لا يوجد انسجام بين الديكور والحيوانات. 

يقع في المتحف منتزه أثري يحتوي على العديد من الفيلات الرومانية الهامة، منها منزل أو فيلا الطاووس وهو مسكن فخم من مساكن الأشراف حفظ فيه على عين المكان عدد كبير من تبليطاته الفسيفسائية.

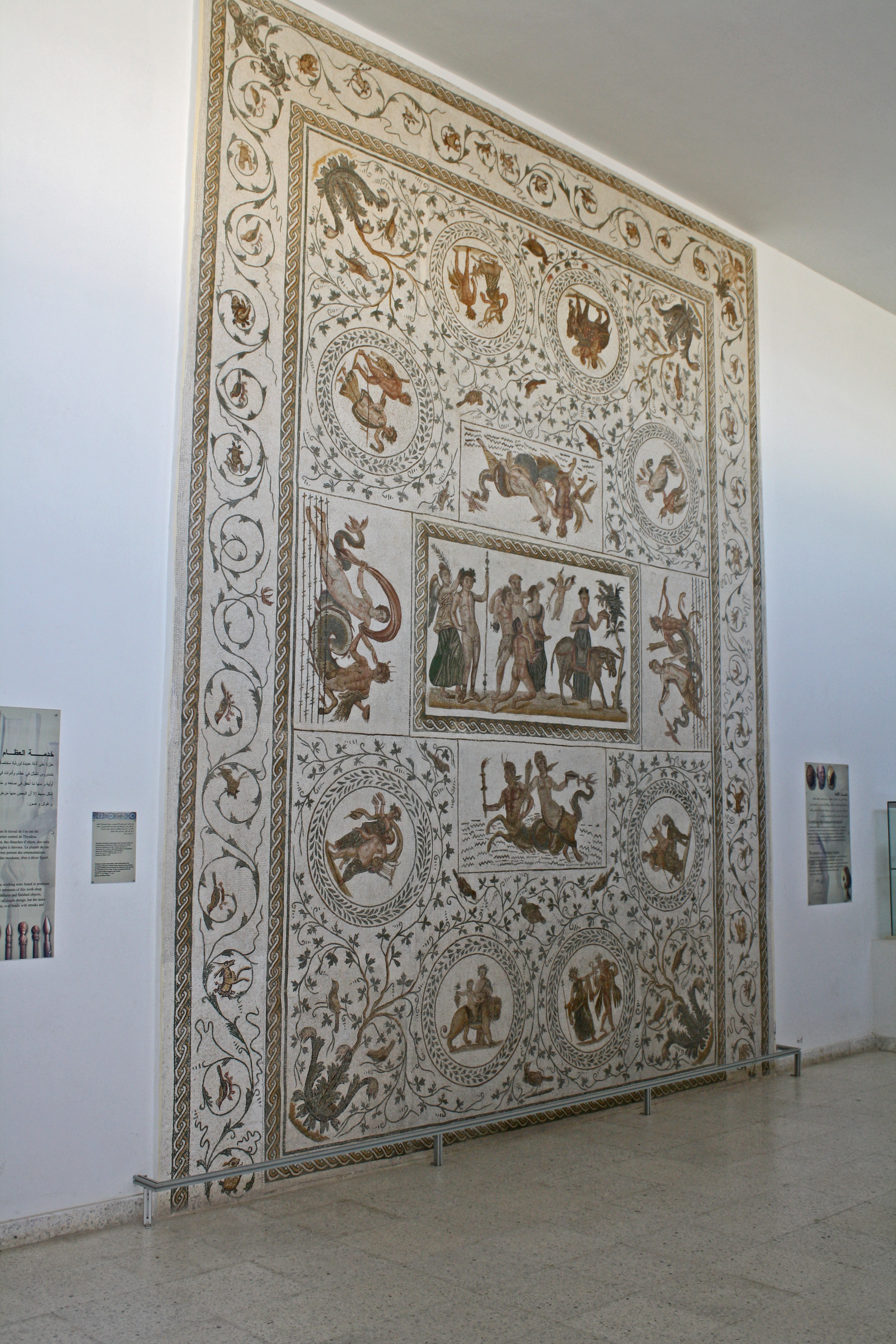
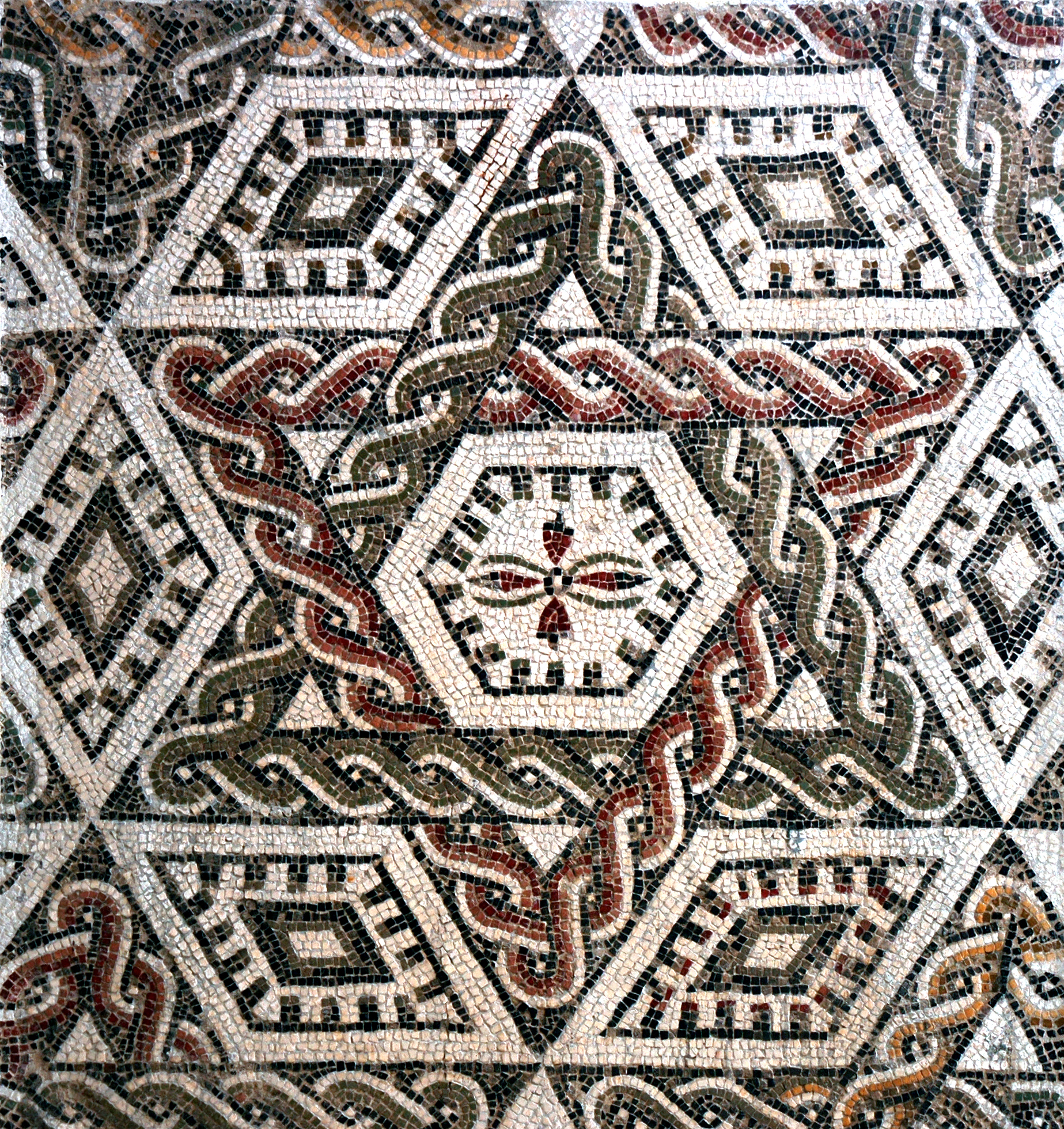
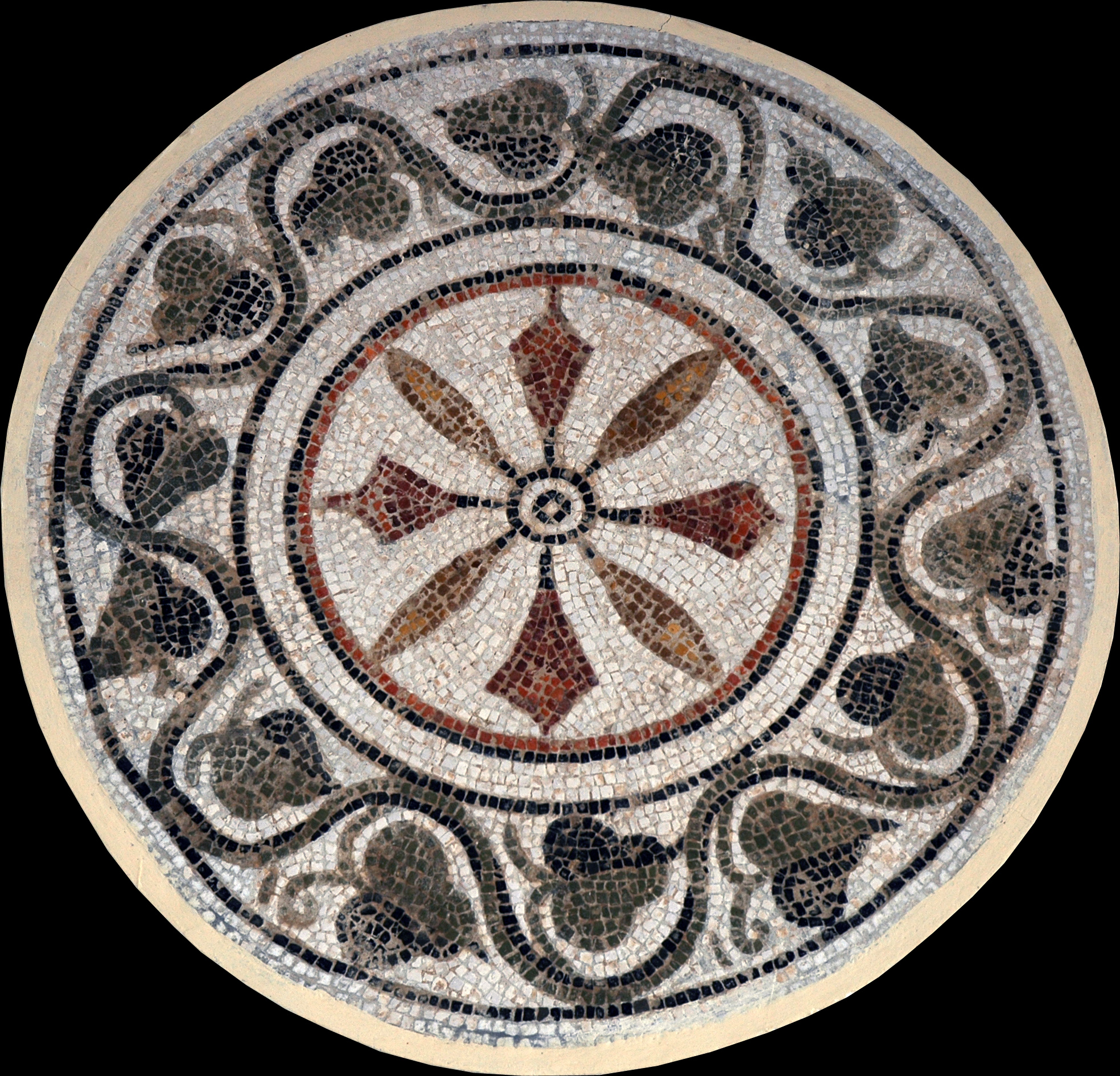
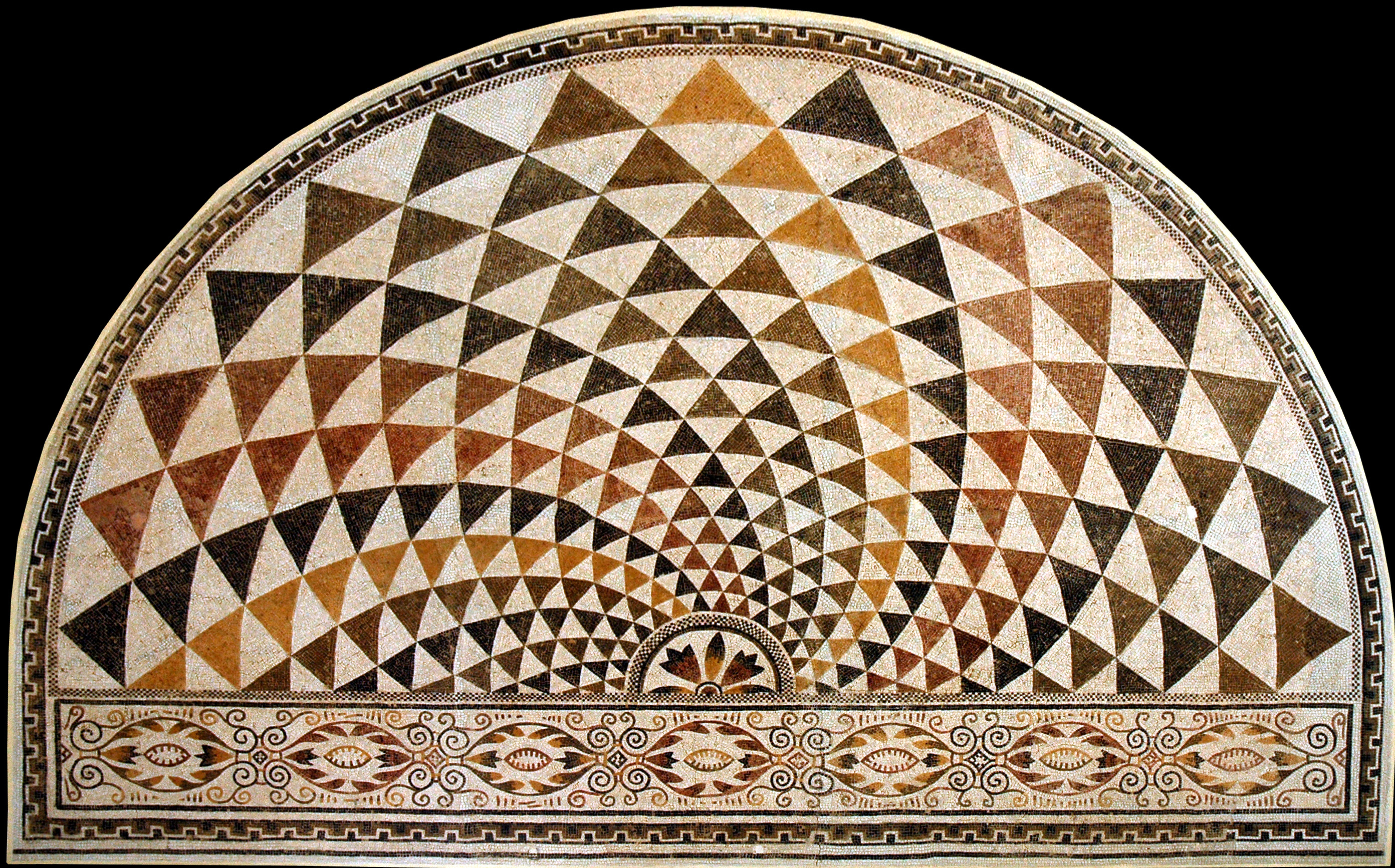

## دار أفريكا
أعيد تشكيل دار أفريكا بحجمها الحقيقي، وهو منزل أرستقراطي فخم شيّد حوالي سنة 170 واكتشف صدفة في السنوات 1990. ولقد سمّي بهذا الاسم لوجود لوحتين من الفسيفساء رسمت في وسطها، داخل حلية بيضويّة، كل من الربّة أفريكا وولاية إفريقيا، ولا تعرف تمثيلات غيرهما للقارّة الإفريقية.

إعادة تشكيل هذه الدار لأسباب تتعلق بالسلامة والصيانة، تم بفضل المعهد الوطني للتراث تحت إدارة الهادي سليم وهو أمين الموقع الأثري، وكذلك جان كلود غولفان مدير الأبحاث في المركز الوطني الفرنسي للبحث العلمي.

تحتوي الدار على العديد من اللوحات التفسيرية، على سبيل المثال تلك التي تدل على تقنيات البناء أو الفن والوضع الاجتماعي لفنان ومشكل الفسيفساء.

يحتوي الموقع بالأساس على لوحتين فسيفسائيتين تمثيليتين جميلتين. الأولى عنوانها «أفريكا وفصول السنة» و يرجع تاريخها لمنتصف القرن الثاني، وهو بلاط مربع طول جانبه 1.6 متر. كانت هذه اللوحة القطعة المركزية في قاعة الاستقبال. تمثل هذه الفسيفساء آلهة الثروة والخصوبة أفريكا، الشيء الذي يعتبر نادرا في اللوحات الفسيفسائية الأفريقية، وتعلوها جثة فيل تشع على مدى أربعة مواسم ممثلة. بلينيوس الأكبر يذكر في موسوعته التاريخ الطبيعي أنه في أفريقيا الرومانية لا أحد يتعهد بأي شيء دون أن يذكر الآلهة أفريكا أولا. الآلهة تنظر إلى اليسار داخل مثمن الأضلاع زواياه ممثلة بورود. وقد وصف المؤرخ التونسي محمد يعقوب هذه الفسيفساء بأنها «تكون رصانة كبيرة وتوازن مثالي». 

اللوحة الفسيفسائية الثانية عنوانها «روما ومقاطعاتها» وهي بلاط فسيفسائي يقترب من الشكل المربع، طول ضلعه 3.5 متر، وهو يزين قاعة أبعادها 6 متر على 4.5 متر، ويعتقد أنها غرفة نوم محاذية للقاعة السابقة. تمثل اللوحة الفسيفسائية شخصية ترمز إلى روما تجلس على عدة أسلحة وتحمل جسما مكورا في كفها الأيمن ورمحا طويلا في يدها اليسرى. يحيط بها العديد من التمثيلات جزء منها تمثل أهم مقاطعات الإمبراطورية الرومانية: مصر تحمل شخشيخة (Sistrum)، آسيا لها تسريحة شعر مع أبراج، أفريقيا تمثلها الآلهة أفريكا تعلوها ثانية جثة فيل. بقية التمثيلات كانت حولها نقاشات عميقة، البعض يعتقد أنها تمثل إسبانيا وصقلية (إذا تمثلها ديانا لها تسريحة شعر تريسكليون تمثل الزوايا الثلاثة للجزيرة)، بينما آخرون يعتقدون أنها تمثل الإسكندرية أو قرطاج أو أنطاكية. 

المؤرخ محمد يعقوب يعطي تأريخ لهاتين اللوحتين الفسيفسائيتين وذلك بين 150 و170، لاندراجهم في حقبة كلاسيكية ومبسطة ترجع لأواخر عهد أنطونيوس بيوس أو ماركوس أوريليوس.

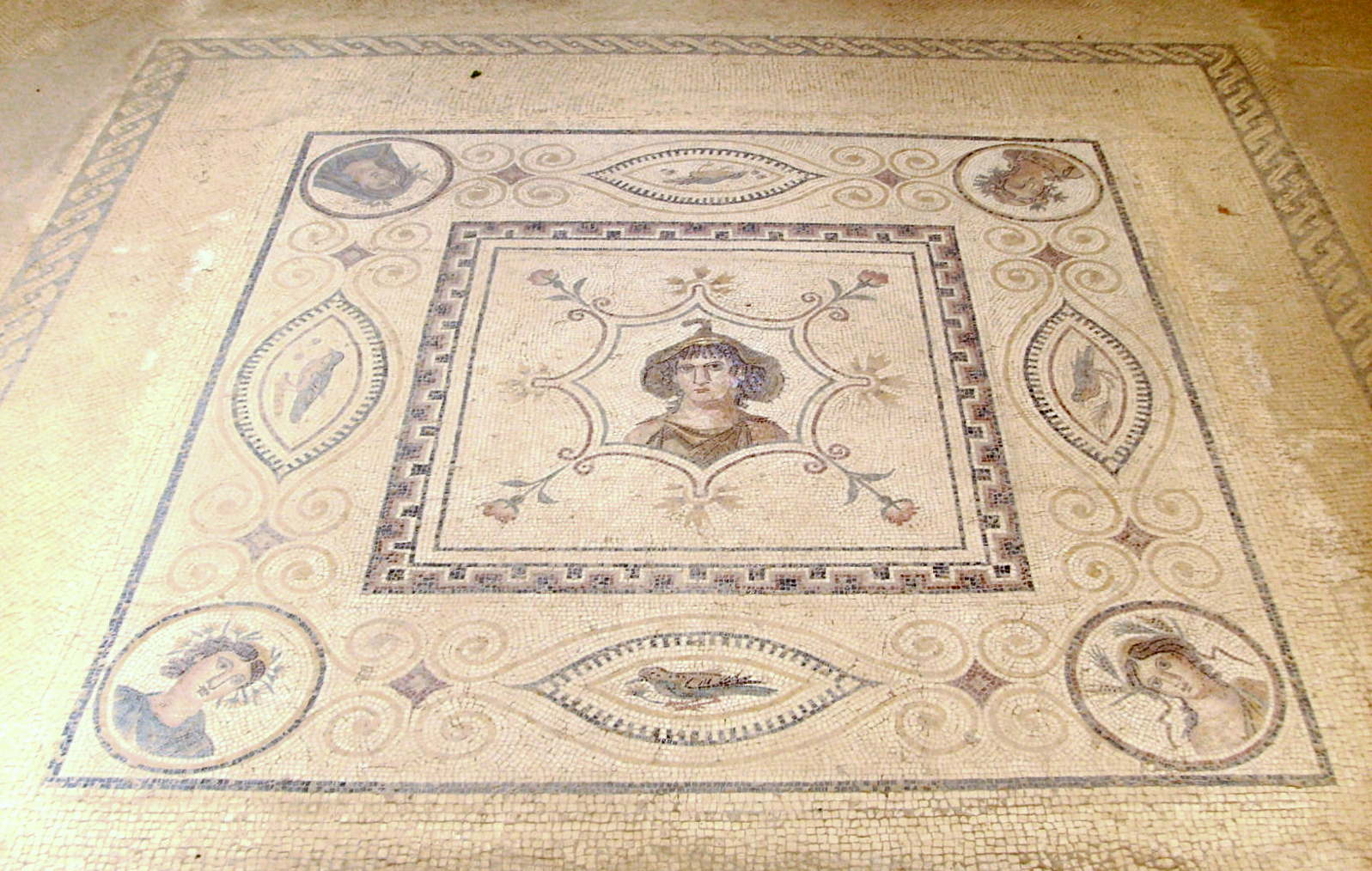
اللوحة الفسيفسائية «أفريكا وفصول السنة»
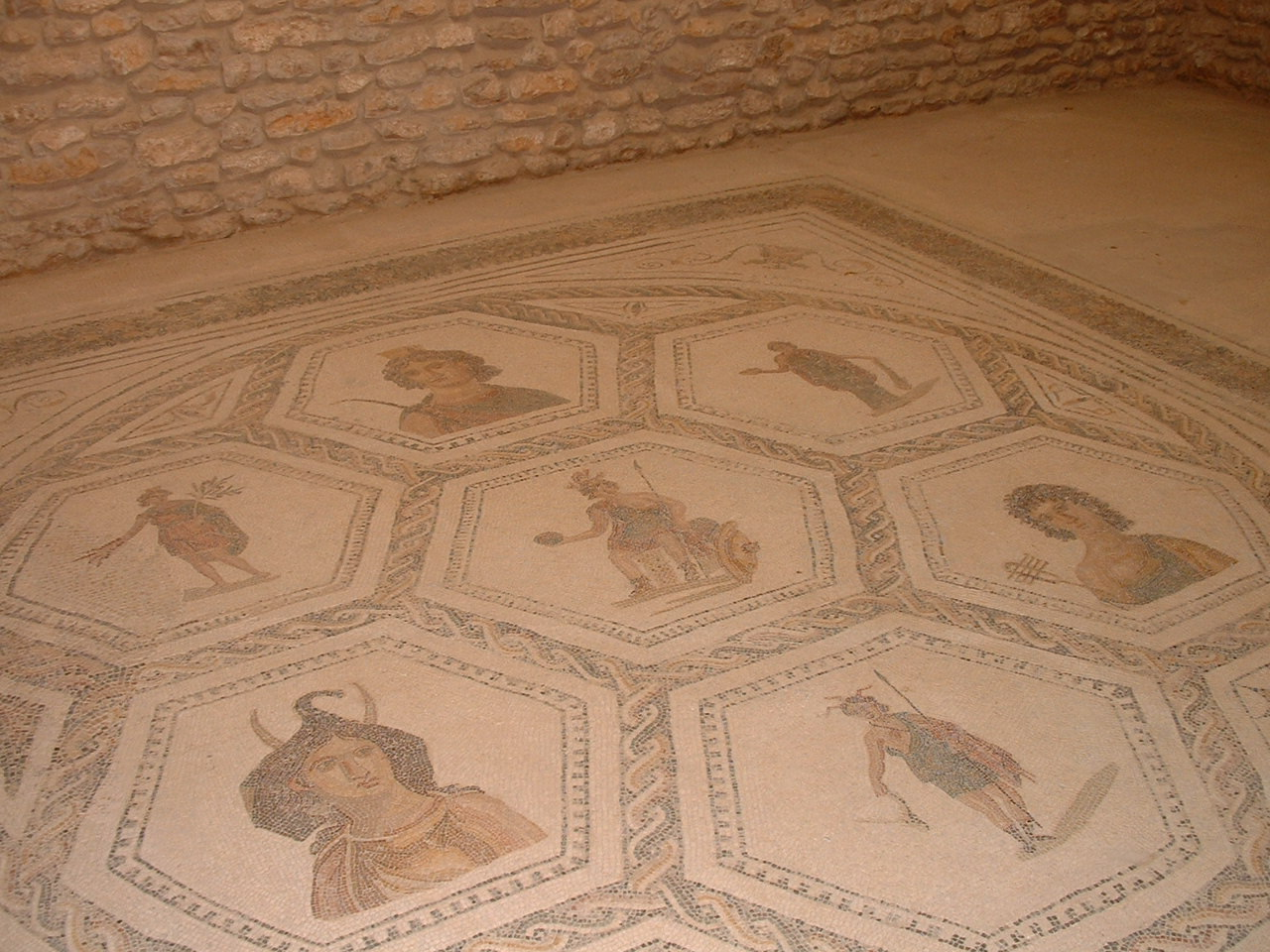
اللوحة الفسيفسائية «روما ومقاطعاتها»

## مقالات ذات صلة
- قصر الجم

## روابط خارجية
- متحف الجم على موقع وكالة إحياء التراث والتنمية الثقافية.